# Tyrannotus tyrannicus
Tyrannotus tyrannicus är en insektsart som beskrevs av Capener 1968. Tyrannotus tyrannicus ingår i släktet Tyrannotus och familjen hornstritar. Inga underarter finns listade i Catalogue of Life.